# Alan Judge
Alan Christopher Judge est un footballeur irlandais né le 11 novembre 1988 à Dublin. Il évolue au poste de milieu de terrain à Colchester United. Il joue la totalité de sa carrière professionnelle dans les différents championnats anglais. Il est international irlandais à neuf reprises.

## Carrière
Alan Judge nait à Dublin le 11 novembre 1988. Il commence à joueur au football aux St. Joseph's Boys un club de Sallynoggin un des quartiers au sud de l'agglomération dublinoise. En 2006, alors qu'il est international avec les moins de 18 ans, il rejoint le centre de formation du Blackburn Rovers Football Club.

### en club
Il signe son premier contrat professionnel à l'âge de 17 ans et joue dans l'équipe réserve des Rovers. Judge fait ses grands débuts avec l'équipe première le 27 août 2008 lorsqu'il entre en cours de jeu lors d'un match de coupe de la Ligue contre Grimsby Town. Sa première titularisation a lieu un peu plus tard le 5 janvier 2009 cette fois-ci au troisième tour de la Coupe d'Angleterre contre les Blyth Spartans. Il signe une prolongation de son contrat trois semaines plus tard. Mais ce seront ses seuls matchs avec Blackburn. Il est prêté à deux reprises à Plymouth Argyle et une fois à Notts County. Ces deux prêts lui permettent de jouer très régulièrement. La deuxième saison à Plymouth est une réussite puisque quelques années plus tard le Plymouth Herald  le place parmi les meilleurs joueurs prêtés de l'histoire du club. À la fin de son contrat, c'est le Notts County, avec qui il vient de passer six mois et qui joue alors en troisième division, qui l'engage. Le 14 janvier 2011 il signe un contrat de deux ans et demi. Quelques jours seulement après son transfert Judge se blesse au pied droit lors d'une rencontre contre Hartlepool United. S'ensuit une convalescence de sept semaines. Au total pour cette première saison à Nottingham, il joue 21 matchs et marque un but.
Le 8 janvier 2014 Alan Judge rejoint le club de League One Brentford Football Club en prêt jusqu'à la fin de la saison. Ce prêt s'avère être une réussite pour les deux parties, Judge étant très régulièrement utilisé et marquant plusieurs buts pour le club qui est promu en deuxième division anglaise. Le 22 juin, Brentford lui propose un contrat de trois ans. Judge commence une période très faste, devenant un rouage essentiel de l'équipe au point d'être élu joueur de l'année du club pour la saison 2015-2016. Lors de cette saison il joue 38 matchs de championnat et marque 14 buts. C'est son record de but marqué sur une saison. Il est nommé dans l'équipe de l'année en Championship. En mars 2017, Judge signe une nouveau contrat de deux saisons avec Brentford, mais son élan est brutalement stoppé en avril suivant en se blessant gravement lors d'un match contre Ipswich Town. Opéré à deux reprises il connait une saison blanche avec une longue convalescence.
En janvier 2019, il signe 6 mois au Ipswich Town FC avec la possibilité de prolonger la transaction pour 12 mois.
Le 18 juin 2021, il rejoint Colchester United.

### en équipe nationale
Alan Judge est sélectionné dans toutes les catégories d'âge de la sélection nationale irlandaise, depuis les moins de 17 ans jusqu'à l'équipe première. Il fait ses premiers pas internationaux en octobre 2004 avec les moins de 17 ans. Lors de la campagne de qualification pour le Championnat d'Europe de football des moins de 17 ans 2005 il gagne 5 sélections et marque 3 buts. Il est ensuite sélectionné avec les moins de 19 ans puis avec les espoirs avec lesquels il échoue à chaque fois aux qualifications pour les championnats d'Europe de la catégorie.
C'est la bonne forme affichée par Alan Judge au Brentford Football Club en Championship qui séduit le sélectionneur irlandais Martin O'Neill en mai 2015. Judge est appelé à deux reprises dans le groupe et participe aux rassemblements mais ne figure pas sur la feuille de match.
Judge est finalement inscrit sur la feuille de match pour un match de barrage crucial pour la qualification à l'Euro 2016 contre la Bosnie-Herzégovine. Pour cette double confrontation Judge reste remplaçant et n'entre pas en jeu. Il ne sera pas non plus sélectionné pour l'Euro à suivre.
La première sélection arrive le 25 mars 2016 à l'occasion d'un match amical de préparation à l'Euro contre la Suisse. Il joue la totalité du match. Ses sélections suivantes viendront deux ans plus tard, d'abord contre la Turquie à Antalya puis contre la France à Saint-Denis.
Alan Judge marque son premier, et seul but international à ce jour, à l'occasion de sa quatrième sélection. L'Irlande rencontre ce jour-là les États-Unis à l'Aviva Stadium à Dublin. Alan Judge est ce jour-là remplaçant. Il entre en jeu à la 89e minute en lieu et place de Callum O'Dowda. Il marque le deuxième but de son équipe une minute plus tard, donnant ainsi la victoire à son équipe par 2 buts à 1.

## Éléments statistiques
| Saison                | Club                   | Championnat           | Championnat | Championnat | Coupe(s) nationale(s) | Coupe(s) nationale(s) | République d'Irlande | République d'Irlande | Total | Total |
| Saison                | Club                   | Division              | M.          | B.          | M.                    | B.                    | M.                   | B.                   | M.    | B.    |
| 2008-2009             | Blackburn Rovers       | Premier League        | 0           | 0           | 2                     | 0                     | -                    | -                    | 2     | 0     |
| 2009-2010             | Blackburn Rovers       | Premier League        | 0           | 0           | 0                     | 0                     | -                    | -                    | 0     | 0     |
| 2010-2011             | Blackburn Rovers       | Premier League        | 0           | 0           | 0                     | 0                     | -                    | -                    | 0     | 0     |
| 2008-2009             | Plymouth Argyle (prêt) | Championship          | 17          | 2           | 0                     | 0                     | -                    | -                    | 17    | 2     |
| 2009-2010             | Plymouth Argyle (prêt) | Championship          | 37          | 5           | 3                     | 0                     | -                    | -                    | 40    | 5     |
| 2010-2011             | Notts County (prêt)    | League One            | 19          | 1           | 2                     | 0                     | -                    | -                    | 21    | 1     |
| 2011-2012             | Notts County           | League One            | 43          | 7           | 4                     | 1                     | -                    | -                    | 47    | 8     |
| 2012-2013             | Notts County           | League One            | 39          | 8           | 4                     | 0                     | -                    | -                    | 43    | 8     |
| 2013-2014             | Blackburn Rovers       | Championship          | 11          | 0           | 1                     | 1                     | -                    | -                    | 12    | 1     |
| 2013-2014             | Brentford FC (prêt)    | League One            | 22          | 7           | 0                     | 0                     | -                    | -                    | 22    | 7     |
| 2014-2015             | Brentford FC           | Championship          | 39          | 3           | 2                     | 0                     | -                    | -                    | 41    | 3     |
| 2015-2016             | Brentford FC           | Championship          | 38          | 14          | 1                     | 0                     | 1                    | 0                    | 40    | 14    |
| 2016-2017             | Brentford FC           | Championship          | 0           | 0           | 0                     | 0                     | -                    | -                    | 0     | 0     |
| 2017-2018             | Brentford FC           | Championship          | 13          | 0           | 1                     | 0                     | 3                    | 1                    | 17    | 1     |
| 2018-2019             | Brentford FC           | Championship          | 20          | 1           | 4                     | 1                     | 1                    | 0                    | 25    | 2     |
| 2018-2019             | Ipswich Town           | Championship          | 19          | 0           | 0                     | 0                     | 1                    | 0                    | 20    | 0     |
| 2019-2020             | Ipswich Town           | League One            | 30          | 3           | 4                     | 1                     | 3                    | 0                    | 37    | 4     |
| 2020-2021             | Ipswich Town           | League One            | 33          | 4           | 4                     | 0                     | -                    | -                    | 37    | 4     |
| 2021-2022             | Colchester United      | League Two            | 7           | 1           | 2                     | 0                     | -                    | -                    | 9     | 1     |
| Total sur la carrière | Total sur la carrière  | Total sur la carrière | 387         | 56          | 33                    | 4                     | 9                    | 1                    | 429   | 61    |

## Palmarès
- Champion d'Angleterre de League One (D3) en 2014
- Membre de l'équipe-type de la League One lors de la saison 2012-2013
- Membre de l'équipe type de Football League Championship en 2016.